# Domácí spotřebič

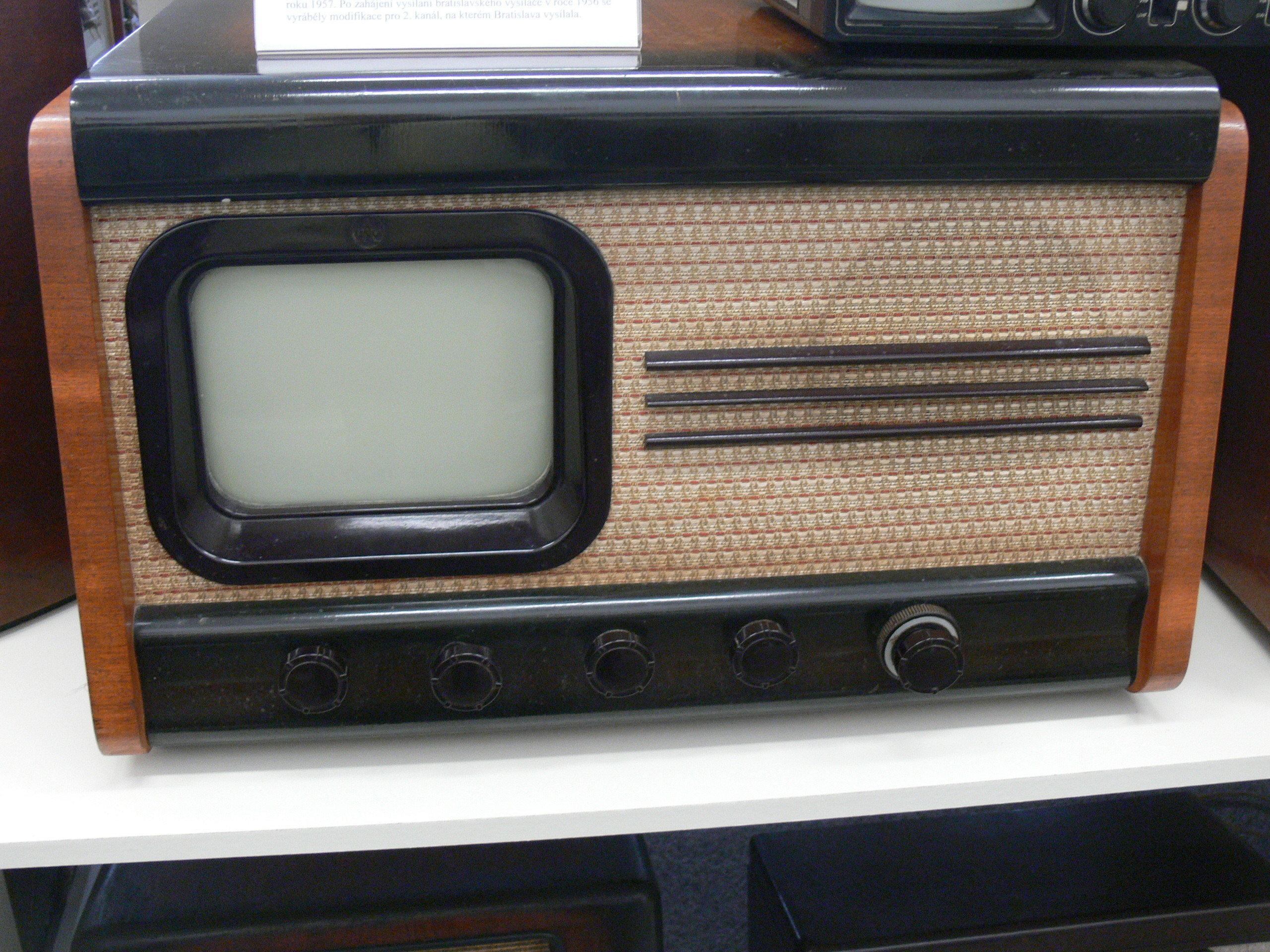
První československý televizor Tesla 4001A z roku 1953

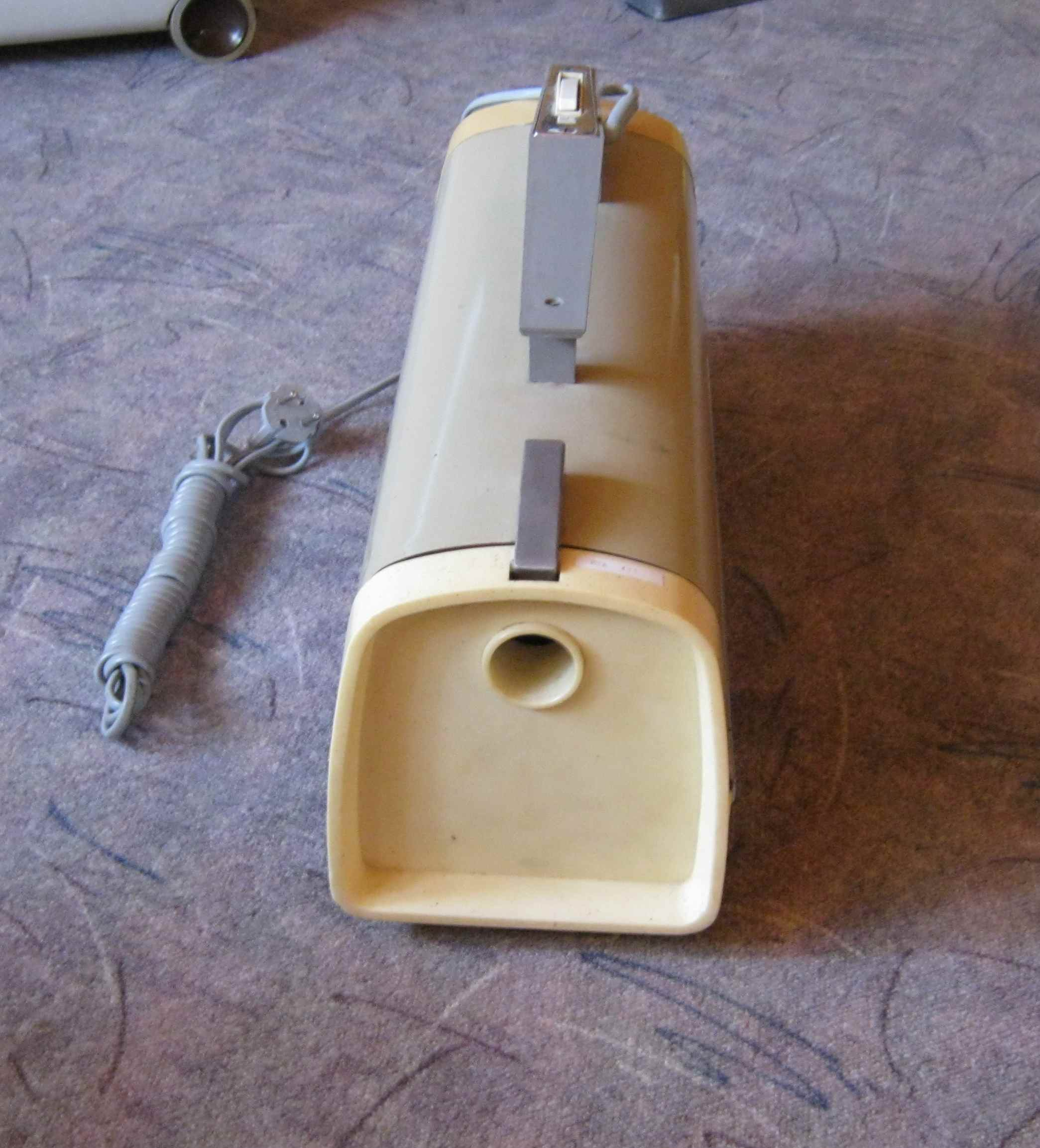
Vysavač ETA 411

Domácí spotřebič je druh spotřebního zboží. Kategorie zahrnuje všechny přístroje (v současnosti v drtivé většině elektronické) užívané v domácnostech. V maloobchodě jsou obvykle prodávané ve specializovaných prodejnách. Dělí se na malé spotřebiče, velké spotřebiče (někdy zvané „bílé“, kvůli tradičnímu bílému smaltování) a domácí (či spotřební) elektroniku. Spotřebiče se také někdy dělí podle místa užití (kuchyňské apod.). Hraničním obchodním sektorem je tzv. hobby (též zboží pro kutily a zahrádkáře).
K malým spotřebičům patří odšťavňovače, mixéry, žehličky a napařovače, vysavače (včetně robotických), šicí stroje, vrtačky, elektrické nože, rychlovarné konvice, holící strojky, epilátory a zastřihovače vlasů, kulmy, drtiče odpadu, větráky, fény, mlýnky, kávovary, fritovací hrnce, kuchyňské roboty, vaflovače, domácí grily, opékače topinek a sendvičovače, teplomety, digestoře, zvlhčovače a odvlhčovače vzduchu, nebo český vynález remoska.
K velkým spotřebičům patří klimatizační přístroje, myčky na nádobí, automatické pračky, ždímačky a sušičky, ledničky, sporáky a indukční vařiče, bojlery, mikrovlnné trouby a někdy se přiřazuje i zahradní technika (sekačky, fukary apod.).
Mezi domácí elektroniku jsou řazeny domácí počítače a notebooky, tablety, televizory a domácí kina, rozhlasové přijímače, fotoaparáty a kamery, hodiny a budíky, alarmy a bezpečnostní zařízení (včetně kamerových systémů apod.), videoherní konzole, zařízení pro hi-fi (reprobedny apod.), telefony, mobilní telefony a smartfouny, telefonní záznamníky, MP3 přehrávače, v minulosti to byli také CD a DVD přehrávače, videorekordéry, magnetofony, kazetové magnetofony („kazeťáky“), gramofony, walkmany.
Domácí spotřebiče sehrály značnou roli při osvobozování od domácích prací (zejména žen) a při vzniku fenoménu volného času. Sektor domácích spotřebičů je od 2. světové války značně lukrativním, v USA během 80. let 20. století například tržil 1,5 miliardy dolarů a zaměstnával přes 14 000 pracovníků. Tržby se pak mezi lety 1982 a 1990 zdvojnásobily na 3,3 miliardy dolarů. Domácí spotřebiče se také staly předmětem kritiky ekologů kvůli tomu, že zvyšují neúměrně spotřebu elektrické energie a celkovou ekologickou stopu lidí v západní civilizaci (s hrozivými výhledy toho, až západní životní styl přijmou další civilizační okruhy, s velkými populacemi). Výrobci na to reagovaly snižování energetické náročnosti výrobků. Toto snižování si často vynucuje i legislativa jednotlivých zemí.
S propojením domácích spotřebičů do sítí počítá internet věcí (viz též inteligentní dům).
Největšími výrobci domácích spotřebičů jsou Braun, BSH Hausgeräte (vlastní značky jako Bosch nebo Siemens), Sony, LG, Electrolux (vlastní i značku Zanussi), Gorenje, Haier (vlastní značku Candy), Miele, Mitsubishi Electric, Panasonic, Philips, Rowenta, Samsung, Foxconn (vlastní např. značku Sharp), Whirlpool (vlastní značku Indesit, Bauknecht), De'Longhi (vlastní značku Kenwood), Casio, Fujitsu, Hitachi, JVC, Olympus, Ricoh, Seiko, Toshiba, Citizen, TDK, Huawei, Xiaomi, Lenovo (vlastní i značku Motorola), Acer, Nokia, Husqvarna, Apple, Dell, Hewlett-Packard, IBM, Intel, Microsoft nebo Xerox. V minulosti např. firmy Grundig (dnes součást turecké korporace Arçelik), Aiwa (pohlceno Sony), Sanyo (pohlceno Panasonicem), Blaupunkt (bankrot v roce 2015) nebo BASF (v současnosti především chemická firma). Tradiční českou značkou domácích spotřebičů byla Eta nebo Tesla.